# Diecezja Morondava
Diecezja Morondava – diecezja rzymskokatolicka na Madagaskarze.

## Historia
Powstała w 1938 roku jako prefektura apostolska. W 1955 roku została podniesiona do rangi diecezji.

## Biskupi diecezjalni
Prefekci apostolscy
- bp Joseph-Paul Futy MS (1938–1947)
- o. Stefano Garon MS (1947–1954)
- bp Paul J. Girouard MS (1954–1955)

Biskupi Morondava
- bp Paul J. Girouard MS (1955–1964)
- bp Bernard Charles Ratsimamotoana MS (1964–1998)
- bp Donald Pelletier MS (1999–2010)
- bp Marie Fabien Raharilamboniaina OCD (od 2010)